# Ptilonorhynchus
Ptilonorhynchus is een monotypisch geslacht van zangvogels uit de familie prieelvogels (Ptilonorhynchidae). De enige soort is:

## Soort
- Ptilonorhynchus violaceus – Satijnblauwe prieelvogel